# 刻在我心底的名字
〈刻在我心底的名字〉是臺灣歌手盧廣仲的歌曲，由添翼音樂於2020年8月25日以線上下載形式發行。歌曲為臺灣同志題材電影《刻在你心底的名字》的電影主題曲，為盧廣仲應《刻在你心底的名字》監製瞿友寧的邀請演唱的第三首影視主題曲。歌曲屬抒情歌曲，其歌詞延伸了電影中兩個主角不曾說出口的內心情緒，更讓人將歌曲與初戀予以聯想。
截至2023年6月，〈刻在我心底的名字〉在YouTube的點擊率已突破6,400萬次，且曾登上KKBOX的香港、馬來西亞、新加坡與臺灣等多地華語排行榜的週榜冠軍及年度累積榜的首十名位置。歌曲發行後曾被多次翻唱，其中包括電影《刻在你心底的名字》主演之一陳昊森，以及魏如萱、韋禮安、周興哲跟蔡依林等歌手、五月天等樂團。歌曲在第57屆金馬獎的頒獎典禮中由盧廣仲與陳昊森共同演唱，並獲得當屆金馬獎最佳原創電影歌曲獎項。歌曲亦獲得第32屆金曲獎中的「年度歌曲獎」。

## 背景與發行

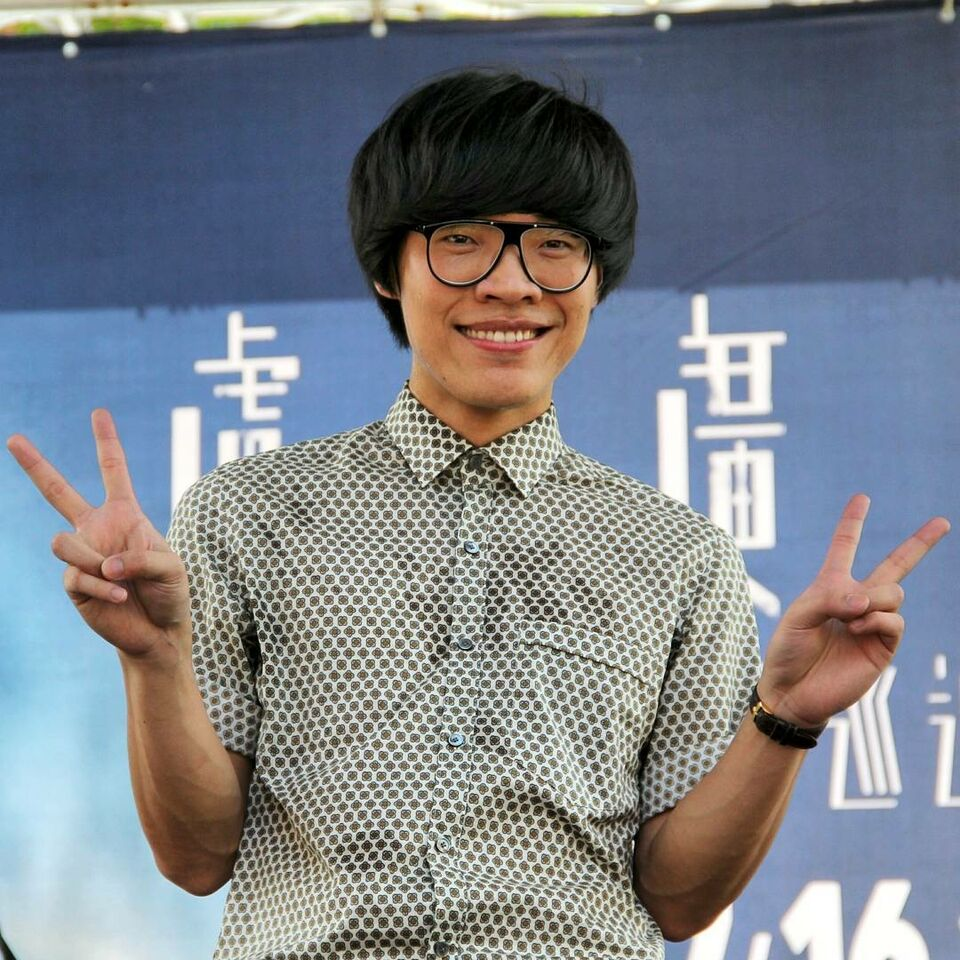
〈刻在我心底的名字〉的演唱人盧廣仲

繼此前膾炙人口的〈魚仔〉和〈幾分之幾〉後，盧廣仲第三度應瞿友寧（電影《刻在你心底的名字》的監製）的邀請演唱影視主題曲〈刻在我心底的名字〉。盧廣仲表示，自己很少唱到不是自己創作的歌，並形容這次合作是相當難得的機會，稱自己一直相信「愛是沒有形狀的」，而且自己在看了電影後覺得非常感動，其中電影中學生青澀的戀愛畫面，讓自己想起以前的許多事情，並因此決定接下演唱人的角色。有別於電影《刻在你心底的名字》用的「你」字，其主題曲〈刻在我心底的名字〉在歌名部分刻意將「你」字換成「我」字，而這是《刻在你心底的名字》劇組的巧思，因為他們認為〈刻在我心底的名字〉是每個人可以獻給最愛的歌。
〈刻在我心底的名字〉於2020年8月25日以線上下載形式發行，而其音樂錄影帶則於2020年8月24日由添翼創越工作室（添翼音樂）上載至YouTube，而截至2022年5月，音樂錄影帶在YouTube的點擊率已突破5,600萬次。

## 音樂與歌詞
〈刻在我心底的名字〉屬抒情歌曲，由許媛婷、佳旺和陳文華共同作詞、作曲，而來自馬來西亞的創作者佳旺表示一開始是唱片公司的邀約，因此找了陳文華一起創作，先寫出了曲，然後交由許媛婷作詞。歌曲以降B大調創作，每分鐘節拍達到136拍，總長度為5分42秒。歌曲的歌詞延伸了電影中兩個主角不曾說出口的內心情緒，像是在夜裡對著思念的人喃喃自語，而其中「既然決定愛上一次就一輩子」句更讓人想到那段純粹的初戀，愛上了就奮不顧身，彷彿眼中只有對方。歌曲的最後一段由盧廣仲清唱，而盧廣仲後來表示他在清唱該段時「心中想像是有個對象，有個刻在心底的名字，深刻地對她唱著」。

## 迴響
第57屆金馬獎的評審認為〈刻在我心底的名字〉達到「相當高的濃度」，以推動電影《刻在你心底的名字》的劇情發展、角色性情，而評審在投票決定最佳原創電影歌曲獎項得獎者時把歌曲唱了出來，並認為〈刻在我心底的名字〉「真的刻在了心底」。《ELLE》雜誌評論指盧廣仲演唱時的嗓音溫柔舒服，而〈刻在我心底的名字〉的歌詞能讓人想起初戀故事，和旋律一樣催淚。《La Vie》評論指〈刻在我心底的名字〉作為電影《刻在你心底的名字》的主題曲，能緩緩唱出符合電影的兩位主角的人物設定，貫穿整個電影的劇情，襯托電影層次情緒，並讓電影中的酸甜惆悵更為雋永。《女子學》評論則指盧廣仲擅長用歌聲傳遞細膩情感，而〈刻在我心底的名字〉的歌詞在旋律裡輕輕地流轉，如同一場扣人心弦的獨白，訴說著內心深處壓抑許久的愛與滿載的思念，平白且深切。〈刻在我心底的名字〉亦獲得網友的好評。
〈刻在我心底的名字〉在發行後登上了KKBOX風雲榜華語單曲週榜的香港區、馬來西亞區、新加坡區與臺灣區的冠軍位置。此外，〈刻在我心底的名字〉也曾登上流行音樂全金榜週榜單第4名及新加坡唱片業協會週榜單冠軍。2020年12月3日，YouTube透過Google臺灣官方部落格公佈YouTube臺灣2020年度影片排行榜，其中〈刻在我心底的名字〉登上熱門音樂影片榜單的季軍位置。2021年1月1日，KKBOX風雲榜公佈2020年度華語年度單曲累積榜最終總排名，〈刻在我心底的名字〉在各區的年度累積榜都進佔首十名，分別登上香港區的第3名、馬來西亞區的第10名、新加坡區的第7名與臺灣區的第6名。2021年1月29日，Hit FM聯播網公佈年度百首單曲排名，〈刻在我心底的名字〉登上榜單的第2名。

## 現場表演
盧廣仲在〈刻在我心底的名字〉發行後曾多次演唱歌曲。2020年9月28日，盧廣仲在電影《刻在你心底的名字》的電影首映會獨唱〈刻在我心底的名字〉，然後與同台的電影主演陳昊森、曾敬驊一同合唱，最後更與電影中的所有演員一同合唱。2020年11月21日，未克出席第57屆金馬獎頒獎典禮的盧廣仲在其當日的高雄演唱會透過連線畫面連到頒獎典禮現場，與陳昊森共同演唱了〈刻在我心底的名字〉。

## 翻唱版本

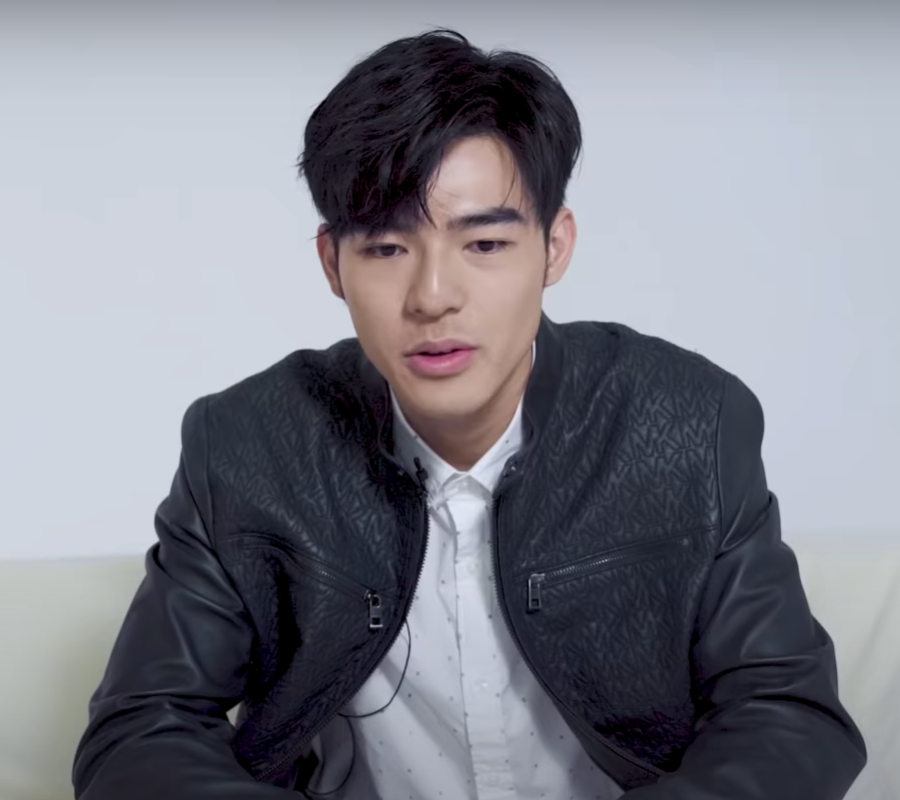
陳昊森在電影《刻在你心底的名字》中也演唱了〈刻在我心底的名字〉

在電影《刻在你心底的名字》中，男主角之一張家漢（阿漢；由陳昊森飾演）透過公共電話向另一男主角王柏德（Birdy；由曾敬驊飾演）演唱了〈刻在我心底的名字〉，而〈刻在我心底的名字〉在電影中是阿漢寫給Birdy的歌曲，惟阿漢在電影中則對之予以隱瞞，並稱歌曲「是學長寫的」。後來，在電影中飾演阿漢的陳昊森為了回饋粉絲，在2020年10月21日透過華研國際音樂（華研國際）在YouTube發佈了其翻唱〈刻在我心底的名字〉的音樂短片，而這也是陳昊森首次接觸到專業的錄音室與首次錄音演唱。在第57屆金馬獎的頒獎典禮中，陳昊森也和透過連線畫面連到頒獎典禮現場的盧廣仲共同演唱了〈刻在我心底的名字〉。
除陳昊森外，〈刻在我心底的名字〉於發行後曾多次被其他人翻唱，翻唱者包括魏如萱、李千那、邱勝翊、徐佳瑩、文慧如、韋禮安、周興哲、蔡依林、田馥甄、李芷婷等歌手，以及五月天等樂團。

## 製作名單
以下資料均出自添翼創越工作室的官方網站。
錄音室
- 管樂 – 夢想之翼創意多媒體工作室
- 吉他 – Lights Up Studio

製作人員
- 演唱 – 盧廣仲
- 詞曲 – 許媛婷、佳旺、陳文華
- 製作人 – 黃雨勳
- 編曲 – 黃雨勳
- 混音 – 黃雨勳
- 管樂錄音師 – 黃雨勳
- 民謠吉他 – Josa
- 古典吉他 – 張仲麟
- 長笛 – 宮崎千佳
- 長號 – 宋光清
- 法國號 – 蕭崇傑
- 小號 – 古嘉訢
- 吉他錄音師 – 單為明
- 吉他錄音助理 – 于世政

## 抄襲爭議
2021年8月28日，吳宗憲出席活动时，质疑〈刻在我心底的名字〉並非原创作品，且涉嫌抄袭西洋老歌〈Reality〉。部分網友亦指歌曲前奏與中國大陸音樂人JINBAO的鋼琴曲〈自由之丘〉（ Jiyūgaoka）完全一樣。翌日，再有部分網友指歌曲與2015年的日本聖詩〈主祢是我們的太陽〉（ Omo wa warera no taiyō）更為相似。
就吳宗憲的質疑，電影《刻在你心底的名字》的監製瞿友寧於同月29日在Facebook表示為歌曲冠上「抄襲」的標籤為欲加之罪，並稱僅為歌曲演唱者的盧廣仲無端承受輿論批評相當無辜，而添翼創越工作室則回應，在比對過後，認為兩曲有一定的差異，並對吳宗憲的看法表示尊重。擁有〈刻在我心底的名字〉歌曲版權的華納音樂出版有限公司台灣分公司亦於當日下午透過律師徐則鈺發布聲明，表示歌曲為作者許媛婷、佳旺、陳文華所原創，絕非抄襲。〈刻在我心底的名字〉的詞曲共同創作人之一佳旺於30日凌晨在Facebook開腔再次澄清〈刻在我心底的名字〉為原創作品，並稱〈刻在我心底的名字〉的歌詞中僅「曾頑固跟世界對峙」句的旋律與〈Reality〉相似，而佳旺本人在29日才首次聽到〈自由之丘〉一曲。
同月29日，JINBAO就抄襲爭議事件回應稱〈刻在我心底的名字〉與〈自由之丘〉「前面確實挺像。不過在流行歌曲裡，有幾句像也是存在的，和聲進行一樣也是很正常的事情。」而負責給歌曲頒發金曲獎與金馬獎的文化部與臺北金馬影展執行委員會表示，〈刻在我心底的名字〉未經法律終審判定有版權爭議，不會取消得獎資格。30日，〈Reality〉原唱理查·桑德森回覆Dcard網友關於抄襲爭議的私訊稱「除了2句副歌稍微有點相似之外，我不能肯定地說它有任何抄襲問題」，並指〈刻在我心底的名字〉「是一首非常好的歌」。

## 獎項
〈刻在我心底的名字〉在第57屆金馬獎的頒獎典禮中由盧廣仲與陳昊森共同演唱，並獲得當屆金馬獎最佳原創電影歌曲獎項。盧廣仲繼奪得金曲獎與金鐘獎後，再憑〈刻在我心底的名字〉奪得金馬獎，並因此成為「三金藝人」。除盧廣仲與陳昊森外，歌曲的共同作詞、作曲人許媛婷、佳旺和陳文華也因此同獲金馬獎。
金馬獎最佳原創電影歌曲獎項在第57屆金馬獎中出現「翻盤」情形：獎項在一開始由電影《孤味》的同名主題曲勝出，隨後〈刻在我心底的名字〉翻盤，後來評審即提出要翻案。評審認為《刻在你心底的名字》和《孤味》兩部電影的獲提名歌曲都有達到「相當高的濃度」，以推動劇情發展、角色性情，使評審決定再仔細討論。最後，評審在投票時把歌曲唱了出來，並認為〈刻在我心底的名字〉「真的刻在了心底」，使〈刻在我心底的名字〉在最後勝出。
2021年，〈刻在我心底的名字〉亦獲得2020年度YAHOO!搜尋人氣大獎中的「人氣台灣電影歌曲」獎項，並入圍第2屆台灣影評人協會獎中的「特別表揚－原創電影歌曲」獎項。同年8月，〈刻在我心底的名字〉分別於12日獲得2021 Hito流行音樂獎中的「Hito電影主題曲」獎項及於21日獲得第32屆金曲獎中的「年度歌曲獎」。
| 年份   | 典禮                                      | 獎項                   | 入圍作品             | 結果 | 資料出處 |
| ------ | ----------------------------------------- | ---------------------- | -------------------- | ---- | -------- |
| 2020年 | 第57屆金馬獎                              | 最佳電影原創歌曲       | 〈刻在我心底的名字〉 | 獲獎 | [ 9 ]    |
| 2020年 | Google YouTube 2020年台灣「熱門音樂影片」 | Top3                   | 〈刻在我心底的名字〉 | 獲獎 | [ 49 ]   |
| 2021年 | 2020年度YAHOO!搜尋人氣大獎                | 人氣台灣電影歌曲       | 〈刻在我心底的名字〉 | 獲獎 | [ 45 ]   |
| 2021年 | 第2屆台灣影評人協會獎                     | 特別表揚－原創電影歌曲 | 〈刻在我心底的名字〉 | 提名 | [ 46 ]   |
| 2021年 | 2021 Hito流行音樂獎                       | Hito電影主題曲         | 〈刻在我心底的名字〉 | 獲獎 | [ 47 ]   |
| 2021年 | 第32屆金曲獎                              | 年度歌曲獎             | 〈刻在我心底的名字〉 | 獲獎 | [ 48 ]   |

## 榜單成績

### 週榜單
| 週榜單（2020年／2021年）   | 最高位置 |
| -------------------------- | -------- |
| 香港（KKBOX華語單曲）      | 1        |
| 馬來西亞（KKBOX華語單曲）  | 1        |
| 新加坡（新加坡唱片業協會） | 1        |
| 新加坡（KKBOX華語單曲）    | 1        |
| 臺灣（KKBOX華語單曲）      | 1        |
| 華人地區（流行音樂全金榜） | 4        |

### 年榜單
| 年度榜單（2020年）         | 位置 |
| -------------------------- | ---- |
| 香港（KKBOX華語單曲）      | 3    |
| 馬來西亞（KKBOX華語單曲）  | 10   |
| 新加坡（KKBOX華語單曲）    | 7    |
| 臺灣（KKBOX華語單曲）      | 6    |
| 臺灣（Hit FM年度百首單曲） | 2    |

## 外部連結
- YouTube上的〈刻在我心底的名字〉